# 10,5-cm-leichte Feldhaubitze 98
Die leichte Feldhaubitze 98 (lFH 98) war ein 1898 bei den deutschen Armeen zur Einführung befohlenes Geschütz, das bis zur Ablösung durch den Nachfolger, die Leichte Feldhaubitze 98/09, im Dienst stand.

## Geschichte
Schon seit dem Ende des Mittelalters hatte es leichte Haubitzen, also Geschütze, die in der unteren und oberen Winkelgruppe schießen konnten, gegeben, die die Heere auf den Feldzügen begleiteten und im Rahmen einer Feldschlacht mit ihrem Feuer die eigene Truppe unterstützten. Mit Einführung der gezogenen Hinterladergeschütze verschwanden sie allmählich aus den Arsenalen der Armeen, da ihre Schussweite zu gering war. Lediglich für den Festungskrieg wurden neue schwere Haubitzen mit gezogenem Rohr, auch „kurze Kanone“ (canon court) genannt, in die Heere eingeführt.
Im Rahmen der Schlacht von Plewna im Jahr 1877 stellte sich indessen heraus, dass die Feldkanonen des russischen Heeres nicht in der Lage waren, die in Gräben verschanzte türkische Infanterie erfolgreich zu bekämpfen, da die Geschosse nicht hinter die Deckungen wirken konnten. Es galt also, „für die Feldartillerie Mittel und Wege zu finden, auch gedeckte Ziele mit Erfolg bekämpfen zu können“.
Die Franzosen entwickelten in der Folgezeit die Obusier de 120 mm C modèle 1890, die jedoch nach den Vorstellungen des deutschen Generalstabes zu schwer war: Sie wog in Fahrstellung mit Protze 2345 kg und war damit nahe der Obergrenze dessen, was im sechsspännigen Pferdezug gezogen werden konnte. Hierbei ist allerdings zu berücksichtigen, dass in den 1890er Jahren in Deutschland ein bislang nur für Belagerungszwecke gedachtes Geschütz, die schwere Feldhaubitze mit einem Kaliber von 15 cm, einzelnen Armeekorps zum Gebrauch auch in der Feldschlacht als „schwere Artillerie des Feldheeres“ zugeteilt wurde. Infolgedessen stand ein zwar schwerer bewegliches, aber auch erheblich wirksameres Geschütz auch dem Korpskommandeur im Feldkrieg zur Verfügung. Deutscherseits suchte man daher nach einem Geschütz, das nicht schwerer war als die gewöhnliche Feldkanone, also voll ausgerüstet in Fahrstellung unter zwei Tonnen wiegen sollte. Deutsche Versuche mit einer 12-cm-Haubitze, die 1889 probeweise in zwei Batterien im sächsischen Heer erprobt wurde, erwiesen ebenfalls, dass eine Haubitze mit 12 cm Kaliber zu schwer geriet.
Man wählte daher ein geringeres Kaliber von 10,5 cm, Krupp schuf in Zusammenarbeit mit der Artillrerie-Prüfkommission die leichte Feldhaubitze 98. Sie wurde ab 1899 in die deutschen Heere eingeführt, und zwar dergestalt, dass von den vier Feldartillerie-Regimentern eines jeden der damals 23 Armeekorps eines eine Abteilung zu drei Batterien zu 6 leichten Feldhaubitzen 98 erhielt. Ferner waren im Mobilmachungsfalle beim Ersatzheer weitere 23 Batterien aufzustellen. Die erforderliche Stückzahl lässt sich so auf 552 Stück, zuzüglich einer etwa zehnprozentigen Materialreserve auf insgesamt etwa 600 Stück berechnen. Aus den Ranglisten lässt sich allerdings entnehmen, dass diese Neuausstattung erst 1902 vollständig durchgeführt war: Ab diesem Datum sind die mit lFH 98 ausgestatteten Abteilungen der Feldartillerie in den Ranglisten mit dem Zusatz:(F) gekennzeichnet.
Die Geschütze wurden nach 1909 zu Rohrrücklaufgeschützen umgebaut, erhielten hierbei eine neue Lafette und hießen jetzt „leichte Feldhaubitze 98/09“.
Während des Hereroaufstandes gelangten 4 Feldhaubitzen 98 nach Deutsch-Südwestafrika. Diese vier Stück wurden nicht umgebaut, sondern waren in ihrer ursprünglichen Form noch bei Ausbruch des Ersten Weltkrieges in den Arsenalen der Schutztruppe vorhanden. Im Rahmen der folgenden Kampfhandlungen gerieten sie in die Hände der Truppen der Südafrikanischen Union, die sie als Beutegeschütze an verschiedenen Stellen ausstellte. Eines dieser Geschütze stand 1982 noch in Johannesburg im Joubert Park in allerdings etwas traurigem Zustand. 1985 war es verschwunden.

## Technische Beschreibung
Das Rohr hatte noch – wie auch die kurz zuvor eingeführte Feldkanone 96 – keinen Rücklauf, die angegebene Feuergeschwindigkeit von 6–7 Schuss/Minute konnte daher nur eingehalten werden, wenn das Geschütz nicht nach jedem Schuss erneut gerichtet wurde. Das Rohr mit Verschluss wog 490 kg. Einen Schutzschild hatte das Geschütz noch nicht. Die Feuerhöhe betrug 1000 mm. Die Breite des Geschützes (1530 mm) ist die damalige vorgeschriebene Standard-Geleisebreite für deutsche Heeresfahrzeuge. Die Radhöhe betrug 1230 mm. Von der Bedienung konnten 2 Mann auf der Lafette aufsitzen, 3 Mann auf der Protze, der Geschützführer (meist Unteroffizier) war beritten. In der Protze wurden 24 Schuss in Munitionskörben zu je 2 Schuss mitgeführt, der zweiteilige Munitionswagen hatte auch 24 Schuss in der Protze und 32 Schuss im Hinterwagen.

## Munition
Entsprechend ihrer Hauptaufgabe – Zerstörung leichter feldmäßiger Deckung – war die Granate das Hauptgeschoss der leichten Feldhaubitze. Die größte Wirkung ergab eine erst nach Eindringen in den Boden detonierende und somit minenartig wirkende Sprenggranate mit Verzögerung der Zündladung (Feldhaubitz-Granate 98 m. V.). Sie wog 15,7 kg und war ca. 42 cm lang. Zum Einschießen auf weite Entfernungen mussten der besseren Beobachtung wegen Granaten ohne Verzögerung (Feldhaubitz-Granate 98 o.V .) verwendet werden. Der von der Fußartillerie übernommene aus Messing gefertigte Doppelzünder 92 ermöglichte auch Brennzünderwirkung gegen tief eingeschnittene Schützengräben. Als drittes Geschoss gab es das Schrapnell (Feldhaubitzschrapnell 98 mit Doppelzünder 98), das die Feldhaubitze befähigen sollte, auch in der unteren Winkelgruppe wie jede Feldkanone weiche Ziele zu bekämpfen. Es war ca. 30 cm lang und hatte 500 Antimonbleikugeln zu je 10 Gramm und wog 12,8 kg. Kartätschen gab es für das Geschütz nicht.

## Vergleichbare Geschütze anderer Staaten
- Der bei der russischen Armee 1886 eingeführte 6-Zoll-Feldmörser konnte nur in der oberen Winkelgruppe schießen, wog in Feuer- und Fahrstellung rund 100 kg mehr und hatte mit 3,5 km eine wesentlich geringere Höchstschussweite als die lFH 98.
- Die französische kurze Obusier de 120 mm C modèle 1890 war bei etwa gleicher ballistischer Leistung rund 400 kg schwerer als die lFH 98.
- Die 1897 eingeführte britische 5-Zoll- (BL 5-inch howitzer) wog ebenfalls in Fahrstellung weit über zwei Tonnen und hatte mit 4500 m eine erheblich geringere Höchstschussweite.
- Die von Österreich-Ungarn 1899 eingeführte 10-cm-Feldhaubitze 99 entsprach in ihren Leistungen in etwa dem deutschen Geschütz.

Alle vorgenannten Geschütze hatten noch keinen Rohrrücklauf.